# Ulok Mukti
Ulok Mukti is een bestuurslaag in het regentschap Lampung Barat van de provincie Lampung, Indonesië. Ulok Mukti telt 2391 inwoners (volkstelling 2010).